# Onthophagus coproides
Onthophagus coproides är en skalbaggsart som beskrevs av Horn 1881. Onthophagus coproides ingår i släktet Onthophagus och familjen bladhorningar. Inga underarter finns listade i Catalogue of Life.